# 払田柵跡
払田柵跡（ほったのさくあと）は、秋田県大仙市払田・仙北郡美郷町本堂城廻にある日本の古代城柵遺跡。国の史跡に指定されている。
文献資料にその名がないため、「幻の柵」とも呼ばれる。軍事施設と行政施設の役割を果たしていたと考えられる。日本における木簡研究の嚆矢となった遺跡としても知られる。

## 沿革

### 発見
1902年頃、耕地整理の際に秋田県仙北郡千屋村（現在は美郷町）の水田から200本余の柵木が発見された。だが、この木は燃料にされたり、下駄に加工され売られたりした。しかし、後藤宙外が遺跡の存在に注目し、遺跡内の文字の書かれた木片を採集して、敦煌出土の「木簡」に似ていると論考している。1930年3月に文部省に嘱託された上田三平が発掘調査を開始し、払田柵跡の存在が明らかとなった。1930年10月には本格的な調査が開始され、その結果、1931年（昭和6年）3月30日に秋田県としては初めて国の史跡に指定された。

### 調査の本格的開始
1973年度「仙北地区新農村基盤総合整備パイロット事業」が立ち上げられ、柵跡は壊滅の危機に立たされた。そのため翌年の1974年4月1日に「秋田県払田柵跡調査事務所」を立ち上げ、さらなる調査や柵跡の実態把握、そして柵跡の保護を行っていった。
1989年1月23日外郭の柵木は奈良国立文化財研究所によって、年輪年代法による年代測定が行われ、801年に伐採された材であることがわかった。これにより、桓武朝における坂上田村麻呂らによる征夷事業によるものであり、陸奥国側の胆沢城、志波城と一連のものであることが判明した。払田柵跡からは「嘉祥二年正月十日」と記された木簡が発見されており、この結果とおおよそ一致する。

### 現況
1931年（昭和6年）3月30日、国の史跡に指定され、1974年（昭和49年）4月1日、地方機関として「払田柵跡調査事務所」が開設されたのち、毎年、学術調査が進められ、その発掘調査にもとづいて外郭南門や大路、政庁などが復元されてきた。出土品は、近接する払田柵総合案内所（旧仙北町が設置）や秋田県払田柵跡調査事務所（建物は秋田県埋蔵文化財センターと共通）で見学することができる。
それ以外の場所はほとんどが民家や水田となっており、現状変更には許可が必要である。

## 立地と構造
横手盆地の北部に位置し、硬質泥岩の丘陵である真山（しんざん）と長森（ながもり）を囲むように外郭が築かれ、そのさらに内側には、長森だけを囲むように内郭が築かれている。内外郭の東西南北にはそれぞれ掘立柱による門が築かれていた。
長森の中央には、板塀で囲われた平安時代の政庁と考えられる建築物の跡が残されている。その配置と造営技術は律令制官衙様式に則っている。また、政庁は4回、建て直されていることがわかっている。
建設当時は外郭の中に川が流れていたことが判明している。現在は流路を変えているが、一部当時の川跡が復元されている。
外郭は東西約1,370m、南北約780m、面積約87.8haの不整楕円形をしており、東北地方最大級の城柵遺跡である。自然の丘陵上をそのまま利用していること、三重の区画施設に囲まれていることも大きな特徴である。

## 払田柵にかかわる学説
上田三平は「無名不文の遺跡」であるとして、記録にその構造を示さない古代遺跡は多く、軽々に結論を出すべきでないとして、1938年（昭和13年）文部省発行の報告書に、現状では、文献には対応する史跡がないことを主張した。
後藤宙外は、宝亀6年に秋田城から遷された出羽国府、すなわち「河辺府」であると論じた。河辺府説に立つ論者には、新野直吉、船木義勝などがおり、冨樫泰時も同調的である。船木は、801年に、坂上田村麻呂が造胆沢城使となり、出羽権守文室綿麻呂を遣わして、河辺府、すなわち払田柵の造営に着手し、804年に完成したとする。
それに対し、『続日本紀』に天平寶字4年（760年）創建とされる雄勝城であると説いたのが高橋富雄である。城輪柵や多賀城よりも大規模で、防御も厳重をきわめ、辺境経営の城柵として最大級の大鎮域が文献に記載されないはずがなく、大野東人の出羽遠征記事や元慶の乱にかかわる記事から類推して、出羽における一府二城のひとつであった雄勝城であろうとした。ただし、高橋の説は、のちに年輪年代測定により創建年代が延暦年間であることがほぼ確定され、年代的に整合しないことが明らかとなった。
喜田貞吉は、当初、横手盆地南端部の雄勝郡内に設けられた雄勝城がのちに移転されたという見解を示した。喜田の説は、「官小勝」と書かれた墨書土器が出土したことで、現在あらためて注目されている。年輪年代測定の結果とも矛盾しない「第2次雄勝城説」ともいうべきこの説を唱える論者には、東北歴史博物館の岡田茂弘や秋田大学の熊田亮介がいる。

## アクセス
公共交通機関
- JR東日本 奥羽本線・田沢湖線（秋田新幹線）大曲駅前にある「大曲バスターミナル」より、羽後交通バス千屋方面行きに乗車し、「埋蔵文化財センター前」下車[4]。

車・タクシー
- 秋田自動車道から : 大曲IC - 大曲西道路和合ICから国道13号を経由して秋田県道50号大曲田沢湖線を東へ約7km

## 大仙市の主要文化財
- 旧池田氏庭園（国の名勝）
- 旧本郷家住宅（国の登録有形文化財）
- 古四王神社（国の重要文化財）

## 参考画像

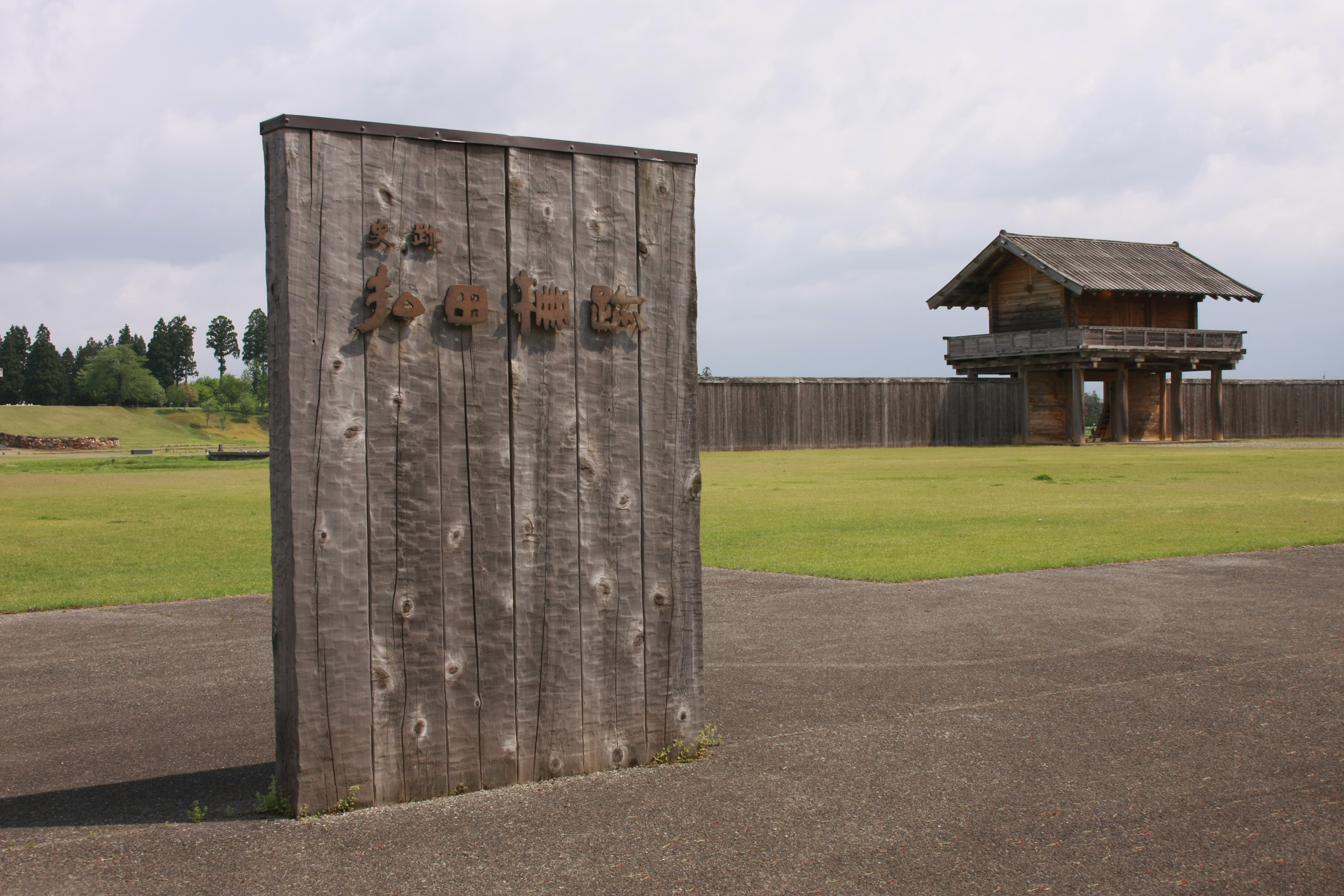
史跡払田柵跡
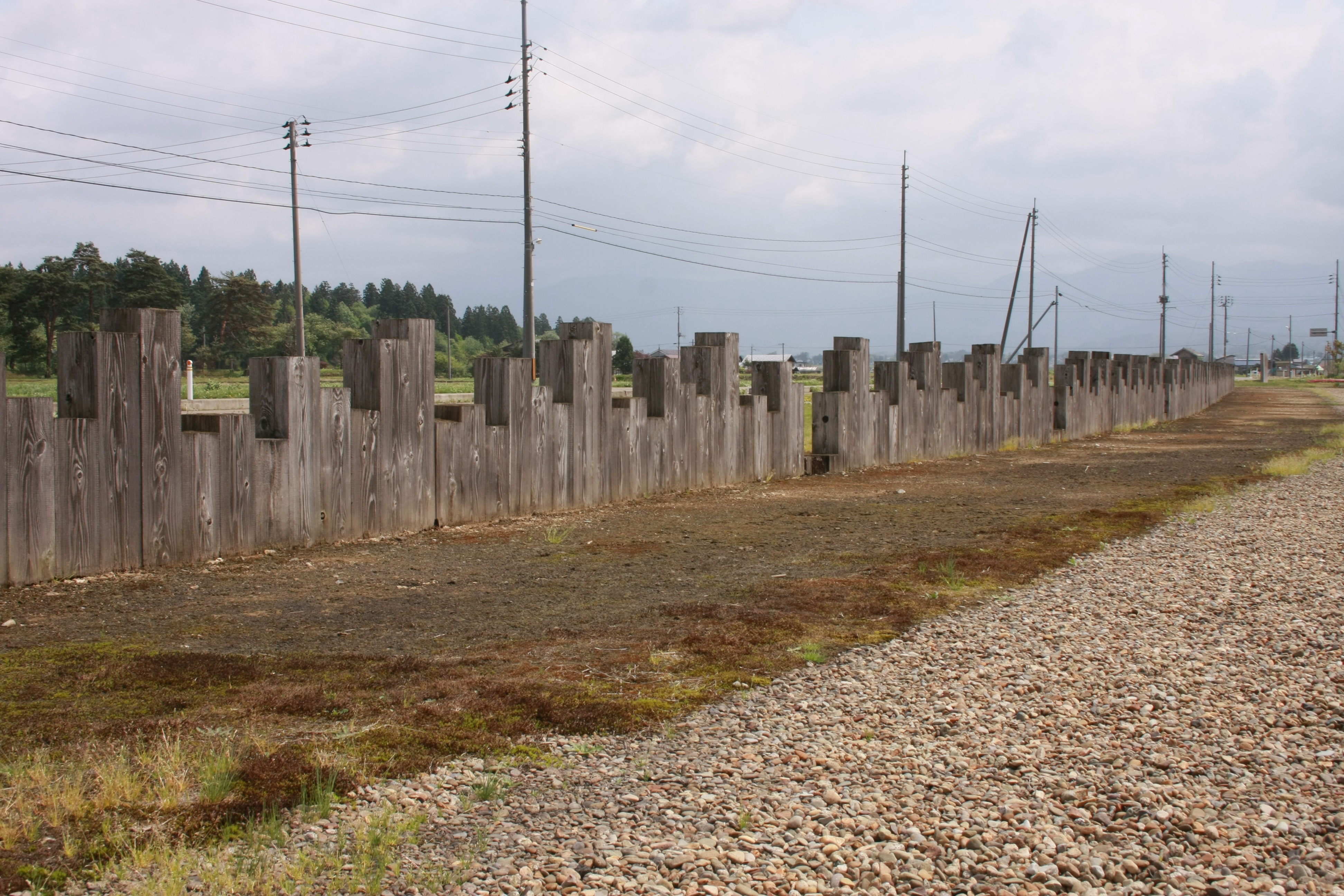
復元された外柵
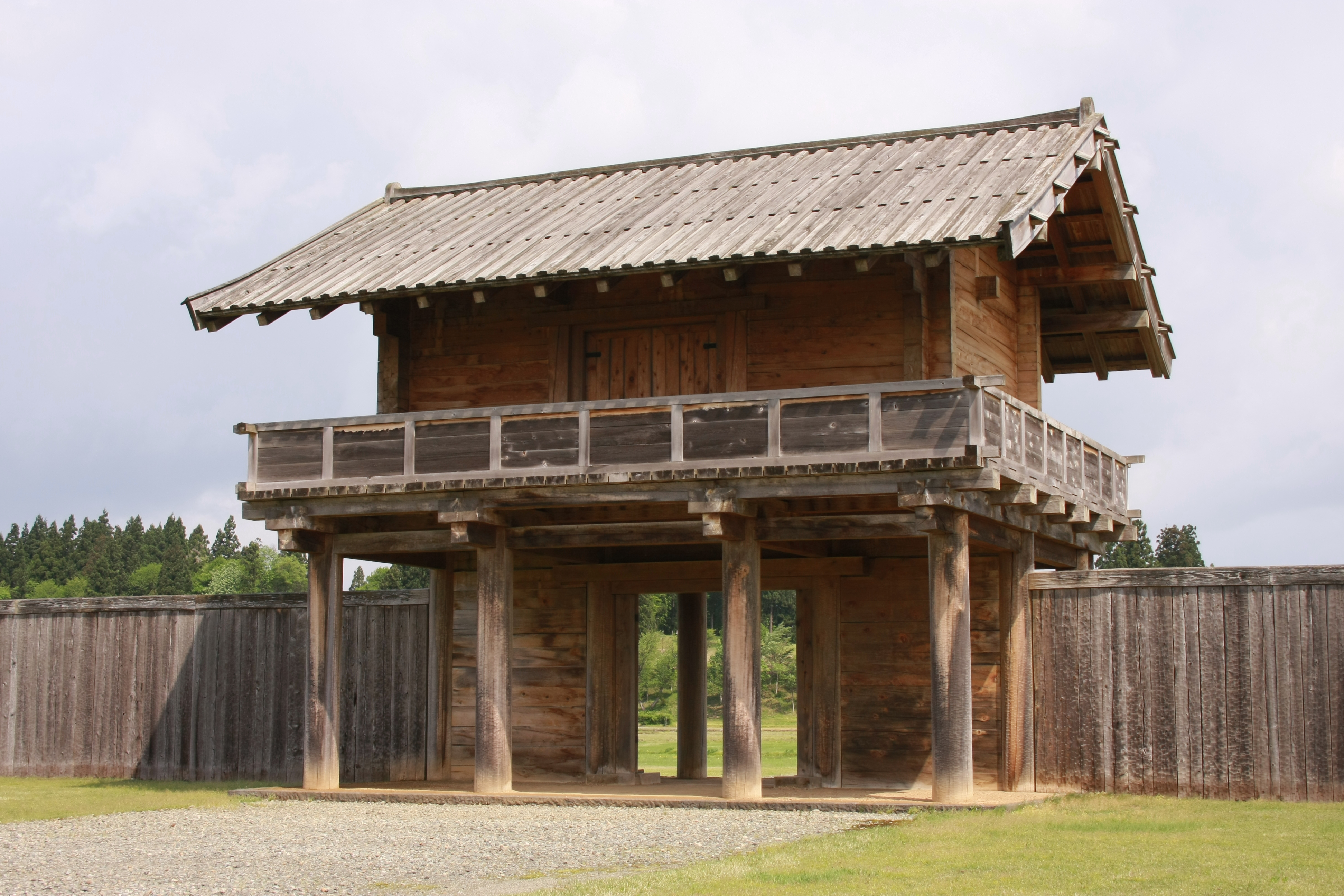
復元された外柵南門
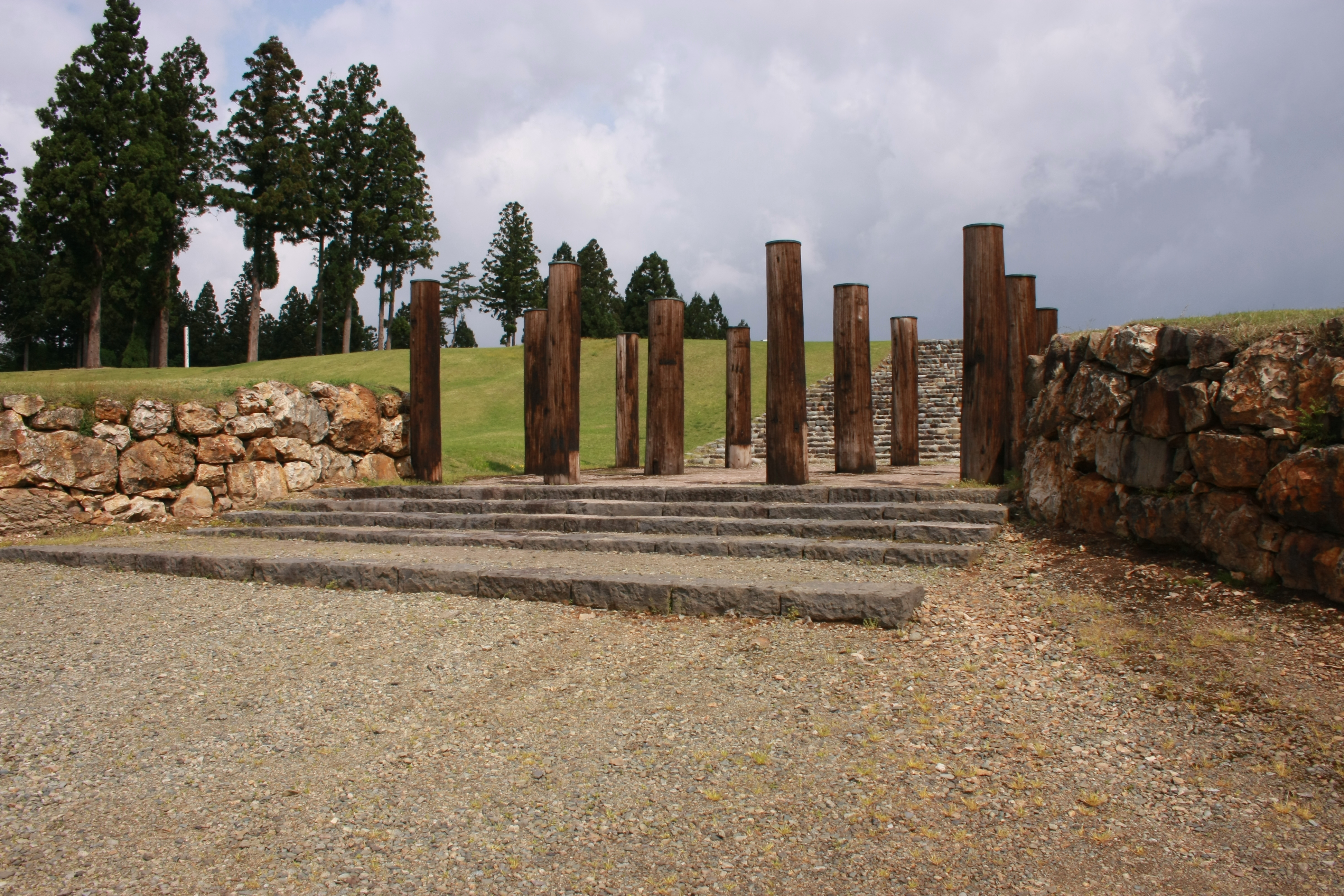
外郭南門と石塁
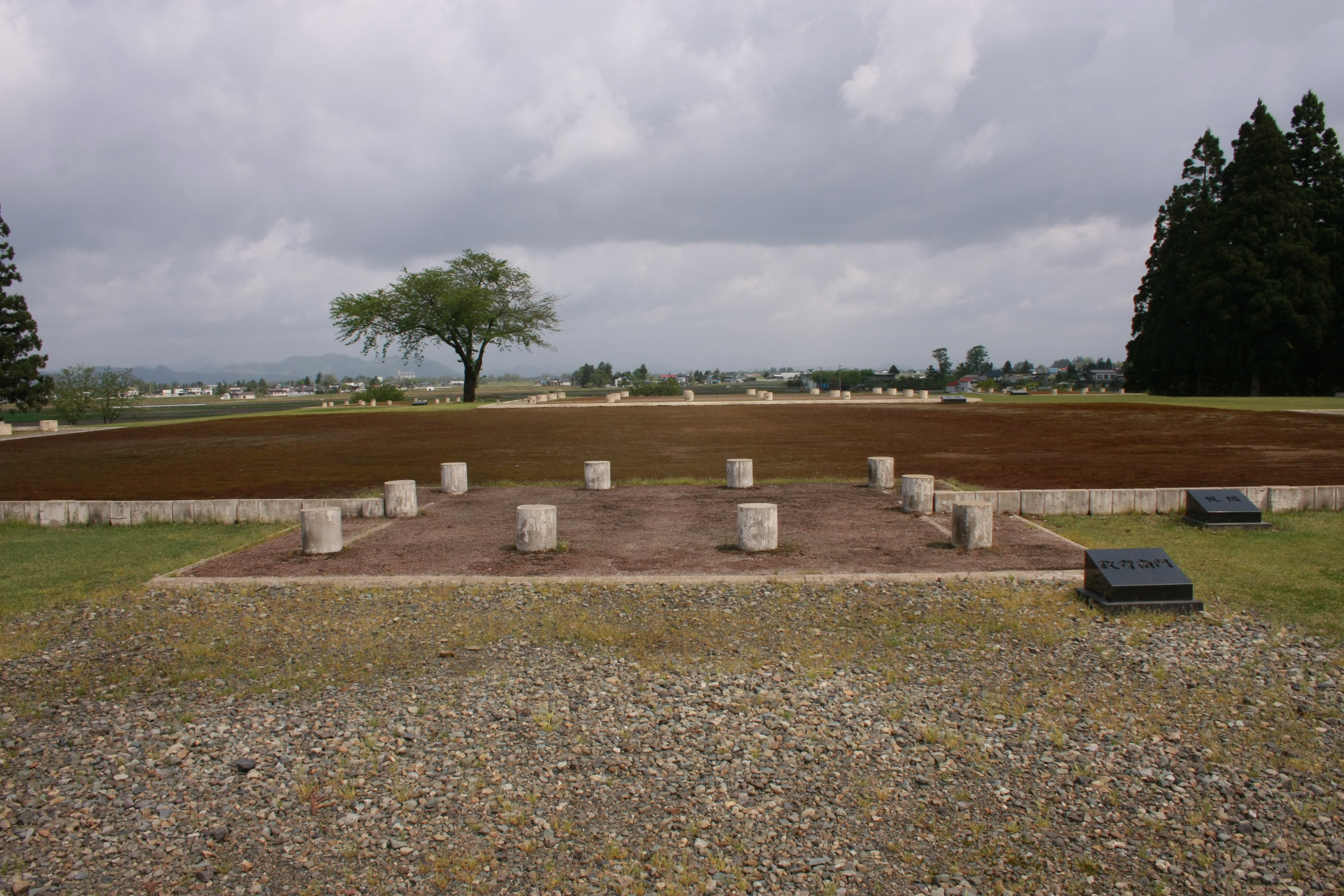
政庁跡
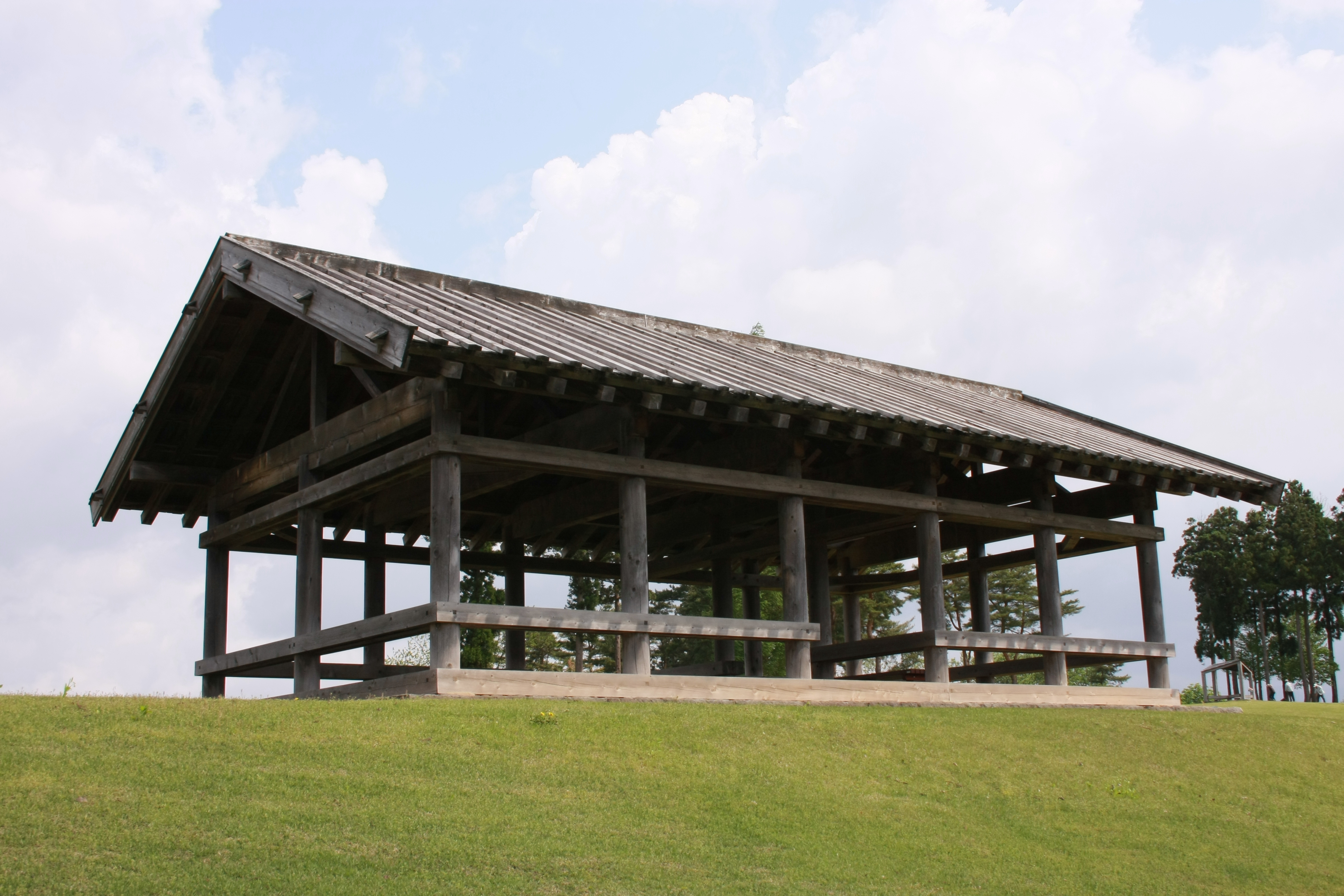
復元された政庁東方建物
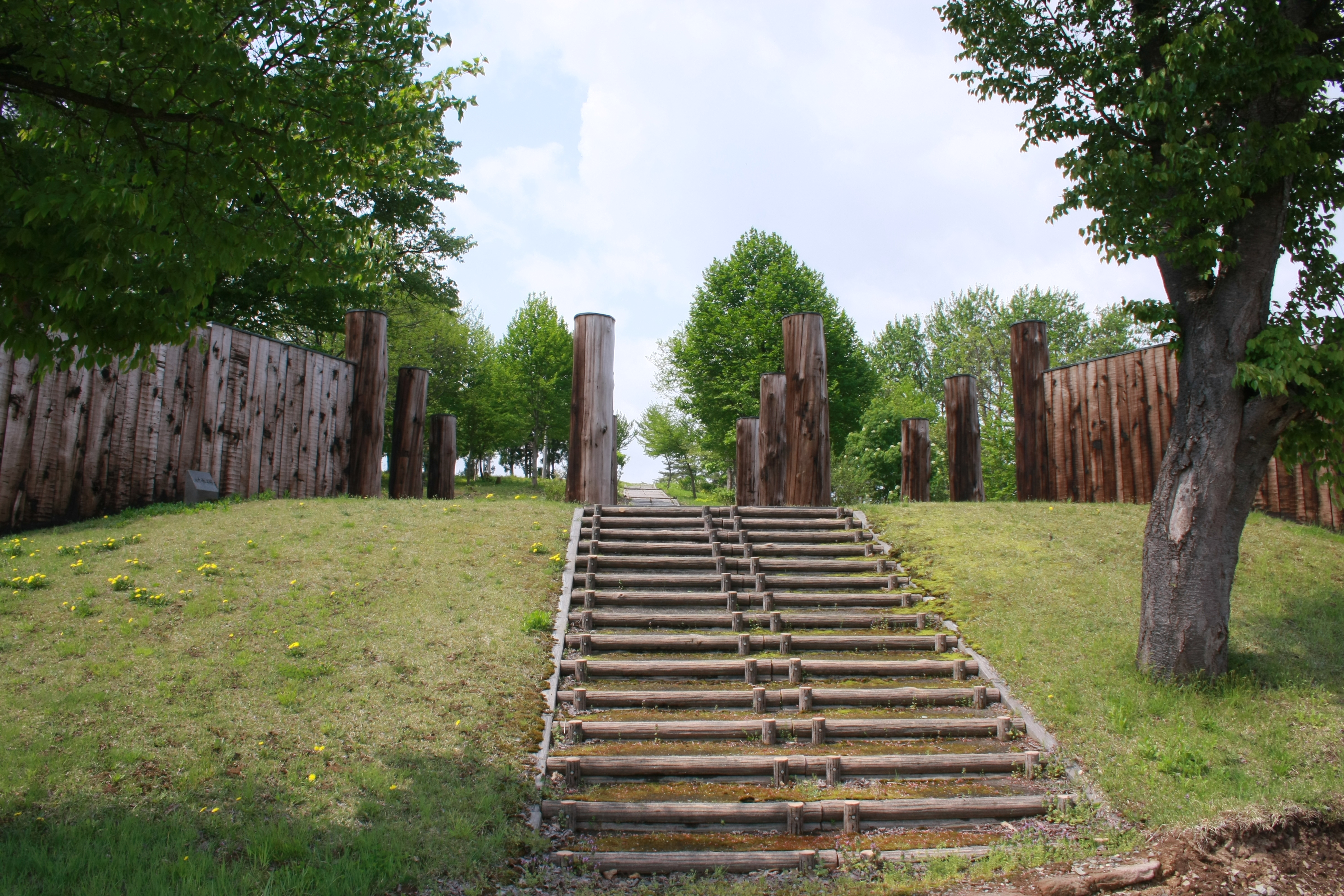
外郭東門
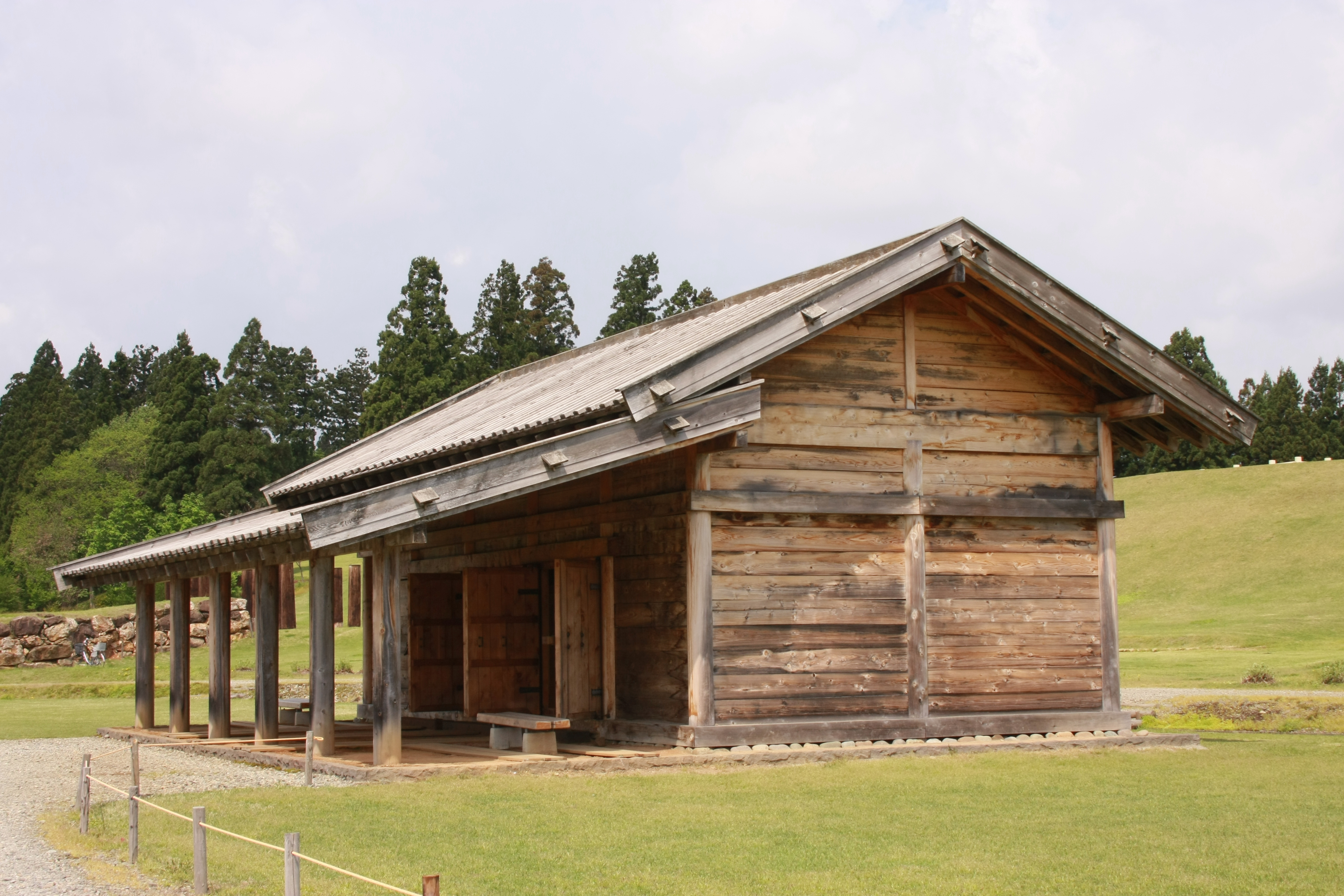
復元された建物